# 트리톤 (위성)
트리톤(Triton 또는 Neptune I, 그리스어: Τρίτων)은 해왕성의 가장 큰 위성이고, 태양계에서 가장 차가운 천체에 속한다. 직경은 2,706.8 km이며 태양계 위성 중에서 7번째로 크다. 영국의 천문학자 윌리엄 라셀이 1846년 10월 10일에 발견했다. 트리톤은 모행성의 자전과 반대 방향으로 공전하는 위성 중에서는 가장 크다. 공전궤도가 역행이라는 점과 조성이 명왕성과 비슷하다는 점 때문에 트리톤은 카이퍼 대로부터 해왕성계에 진입한 것으로 생각된다. 트리톤의 표면은 대부분이 낮은 온도로 인해 고체가 된 질소와 얼음으로 되어 있고, 얼음으로 된 맨틀, 그리고 금속과 바위로 이루어진 커다란 핵을 가지고 있다. 이 핵은 트리톤 전체 질량의 3분의 2를 차지한다. 밀도는 2.061 g/cm3 이고 대략 15~35%는 얼음으로 구성되어 있다.
지질학적으로 활성화된 드문 위성 중 하나이기도 한데, 이에 따라 지질학적 역사가 복잡하다. 따라서 표면은 상대적으로 젊고, 표면에는 복잡한 지질학적 역사를 가진 신비로운 화산과 지형이 뒤얽혀 있다. 지각에는 간헐적으로 질소가 분출되는 지점들이 있다. 대기는 희박한 질소로 구성되어 있으며, 기압은 지구의 7만 분의 1 수준이다.

## 발견과 명명
트리톤은 해왕성이 발견된 후 17일 만인 1846년 10월 10일 영국의 천문학자 윌리엄 라셀에 의해 발견되었다.
라셀은 1820년부터 아마추어 망원경을 만들고 있었다. 존 허셜은 해왕성이 발견되었다는 소식을 듣고 라셀에게 위성을 찾아볼 것을 권유하는 편지를 썼다. 라셀은 그렇게 하였고 8일 후 트리톤을 발견하였다. 라셀은 해왕성의 고리도 발견했다고 주장했는데, 추후 해왕성에 실제로 고리가 있음이 판명되기는 했지만 아주 희미하고 어두워서 라셀이 정말로 고리를 본 것인지는 의문스럽다.
트리톤이라는 이름은 그리스 신화의 포세이돈 또는 로마 신화의 넵투누스의 아들이자 바다의 신인 트리톤에서 따온 것이다. 이 이름은 라셀이 붙인 것이 아니고 1880년에 쓰여진 카미유 플라마리옹의 저서 《Astronomie Populaire》에 처음으로 쓰였다. 하지만 해왕성의 두 번째 위성인 네레이드가 발견되기 전까지는 이 이름은 공식적으로 채택되지 않았고 트리톤은 그냥 ‘해왕성의 위성’으로 불렸다. 라셀은 트리톤을 발견하고도 이름을 붙이지 않았지만, 나중에 토성의 여덟 번째 위성인 히페리온을 발견했을 때에는 이름을 제안한 적이 있다. 천왕성의 세 번째와 네 번째 위성인 아리엘과 움브리엘도 1851년에 라셀이 발견했지만, 이들은 존 허셜이 이름을 붙였다.

## 관측과 탐사
트리톤의 궤도 특성들은 19세기에 높은 정확도로 밝혀졌다. 당시에 트리톤이 역행 궤도를 돌고 있다는 것과 궤도면이 해왕성 궤도면과 높은 각으로 기울어져 있다는 것이 밝혀졌다. 트리톤을 처음으로 정밀하게 관측한 것은 1930년이었다. 20세기 후반에 보이저 2호가 위성에 가면서 더 많은 것을 알아냈다. 보이저 2호가 도착하기 전까지 천문학자들은 트리톤이 액체 질소 바다와 질소와 메탄 대기를 가지며 지구의 30% 정도의 밀도를 가지고 있을 것으로 추정했다. 그러나 화성의 대기 밀도를 지나치게 높게 추정했던 유명한 이야기처럼, 이것도 완전히 틀린 예측이었다. 생성 초기에는 화성과 마찬가지로 지금보다는 더 짙은 대기가 있었을 것으로 추정된다.
제러드 카이퍼가 1945년에 최초로 트리톤 직경 측정을 시도했고, 직경을 3,800 km으로 추정했다. 이후 측정된 값들도 2,500km에서 6,000 km 사이로, 달보다 약간 작거나 최대 지구의 절반 정도 직경인 것으로 추측되었다. 1989년 8월 25일 보이저 2호의 접근 후 전송된 좀더 정확한 데이터에 따르면, 트리톤의 직경은 약 2,706km이다. 1990년대에는 다른 천체와의 식을 이용하여 트리톤의 윤곽에 관해서 다양한 관측이 이루어졌고, 이에 따라 특이한 표면과 대기를 갖고 있다는 것이 밝혀졌다. 관측한 바에 따르면 대기는 보이저 2호가 측정한 것보다는 좀더 짙을 것으로 생각된다. NASA 과학자들은 2010년대에 수행할 해왕성계 탐사 계획을 여러 번 제시했지만, 현재 해왕성계와 트리톤에 관한 계획들 중 제안 단계에서 더 진전된 것은 없고, NASA는 현재 주로 목성계와 토성계에 초점을 맞추고 있다.

## 궤도와 공전
트리톤은 태양계의 큰 위성들 중 유일하게 자신의 행성 주위를 역행하는 위성이다. 목성·토성·천왕성 외곽의 불규칙 위성들은 역행 궤도를 가지는 것이 많고, 천왕성 외곽의 위성들도 그렇기는 하지만, 이 위성들은 비교적 크기가 작고 모행성으로부터의 거리도 훨씬 멀다. 이들 중 가장 큰 것은 포에베 인데, 이것도 트리톤에 비해 직경은 8%, 질량은 0.03%도 안 된다.
공전 궤도는 해왕성의 자전/공전 경사각인 30°, 해왕성의 자전/트리톤의 공전 경사각인 157° (90°가 넘으면 역행 궤도에 해당한다.) 2개 경사면과 연관되어 있다. 트리톤의 공전 주기는 678년 (해왕성의 4.1년)이고, 세차 운동을 하고 있어서 이에 따라 궤도 경사각이 127°에서 173°까지 변화한다. 현재 궤도 경사각은 130°이다. 또 공전 궤도가 이심률이 거의 0인 완벽한 원형인데, 트리톤의 궤도를 이렇게 원형으로 만들려면 태양계 형성~현재까지의 조석 효과만으로는 시간이 부족하므로, 트리톤과 반대로 공전하는 (즉, 순행 궤도를 가진) 파편 디스크로부터의 항력이 주요 역할을 했을 것으로 보인다. 또, 해왕성과의 거리는 이미 지구와 달 사이보다 가까운 데다가 역행 공전을 하고 있어서, 조석 감속이 일어나고 있다. 36억 년 후에는 트리톤은 해왕성의 로슈 한계 반지름을 넘어서서 해왕성의 기조력에 의해 파괴되어 토성의 것과 같은 고리를 형성할 것으로 예측된다.
트리톤의 적도는 해왕성의 궤도면과 거의 일치한다. 현재 트리톤의 자전축은 해왕성의 공전면에서 약 40°가량 떨어져 있고, 따라서 해왕성이 태양을 공전하면서 극점이 태양에 가까워지는 시기에 트리톤의 극지방은 태양을 바라보게 되고, 이에 따라 극지방에서 태양빛에 따른 계절의 변화가 일어나는 것이 관찰되었다. 태양과 마주하는 극은 주기적으로 바뀐다.

## 포획

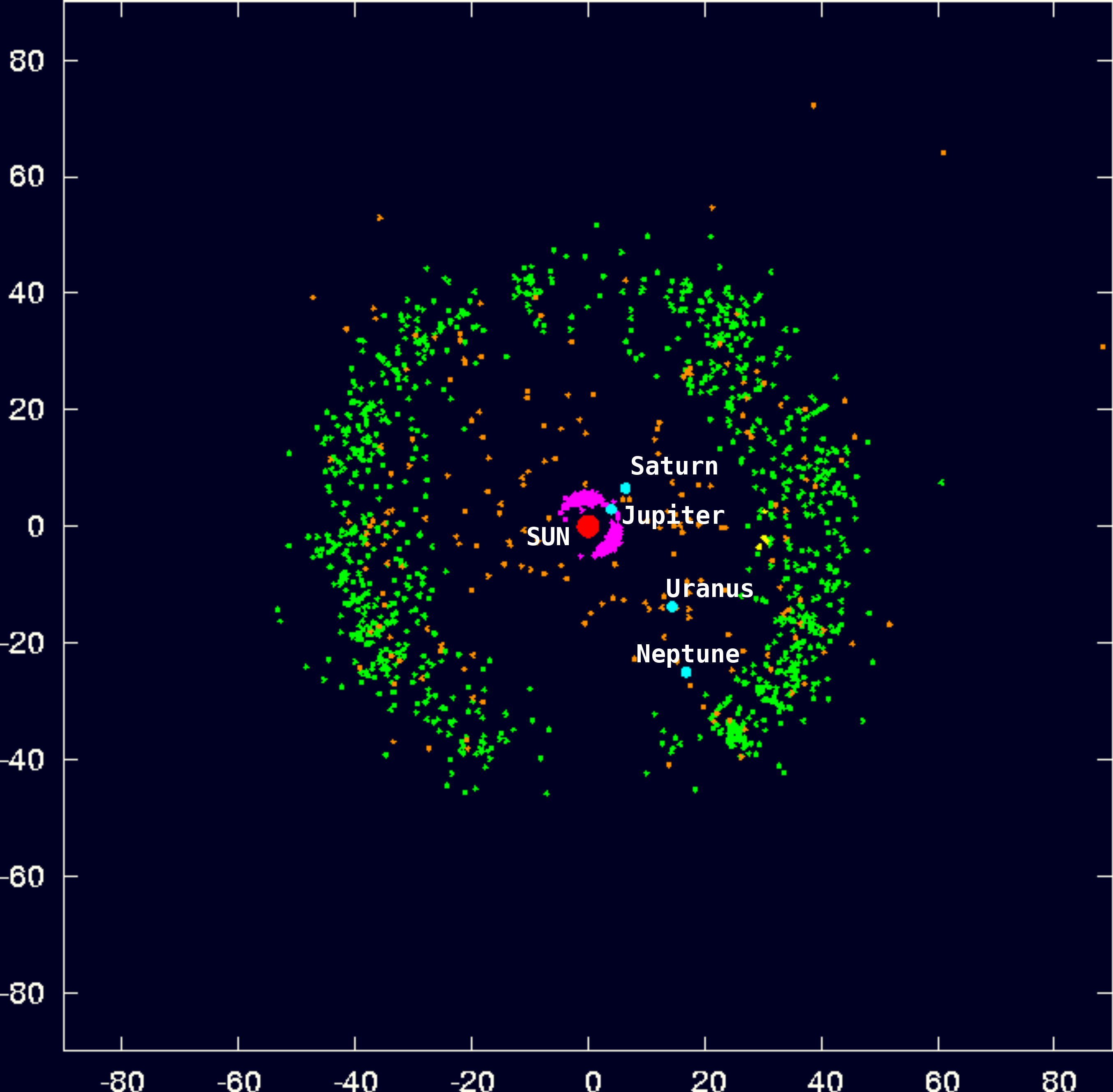
트리톤이 유래했으리라고 생각되는 태양계 외곽의 카이퍼 벨트 (녹색)

역행 위성은 모행성과 같은 지역에서 자체적으로 형성될 수 없으므로, 다른 곳에서 포획되었을 가능성이 크다. 역행 위성인 트리톤도 해왕성 궤도 안쪽에서부터 시작하여 태양으로부터 50 천문단위 거리까지 펼쳐져 있는 작은 천체들의 고리인 카이퍼 대에서 포획된 것으로 추정된다. 이 지역은 대부분의 혜성의 기원으로 생각되며 명왕성을 포함한 행성체들의 고향이기도 하다. 트리톤은 명왕성보다 약간 크고, 조성은 거의 일치하므로 둘은 동일한 기원을 가졌으리라는 추측이 가능하다.
포획 가설은 네레이드가 극단적인 이심궤도를 돌고 있는 점이나 해왕성계에 다른 목성형 행성계보다 유독 위성들이 적은 이유를 설명해 준다. 트리톤이 포획되면서 이심궤도를 도는 트리톤이 그 중력으로 다른 작은 위성들의 궤도를 흐트러뜨려 놓았을 것이다. 또한 트리톤은 포획 직후의 이심 궤도로 인한 조석력으로 내부가 가열되어 수십억 년 동안 액체 상태를 유지했을 것이다. 내부 구조가 층을 이루고 있는 것이 이를 증명한다. 궤도가 원형이 됨에 따라 내부는 더 이상 가열되지 않게 되었다.
지나가던 천체가 행성의 중력에 포획되려면, 행성 중력권에서 탈출하지 못할 정도로 에너지를 잃어 속력이 느려져야 한다. 이 과정에 대해서는 2가지 메커니즘이 제시되었다. 초창기 이론에서는 트리톤이 해왕성 주변을 지나가던 다른 천체나, 해왕성 주변을 돌던 위성이나 초기 위성 등의 물체와 충돌해서 속력이 감소했다고 보았다. 지나가던 다른 천체보다는 해왕성 위성과의 충돌 쪽이 상대적으로 가능성이 높다. 좀더 최신 이론에서는, 트리톤이 명왕성의 위성인 카론 같은 동반성을 하나 데리고 쌍성체를 형성하고 있었고, 이 쌍성체가 해왕성 부근을 통과하던 도중 중력 상호작용으로 에너지가 트리톤으로부터 그 동반성으로 전달되어서 동반성은 튕겨나가고 트리톤은 해왕성에 포획되었다는 가설을 제시했다. 이 가설은 카이퍼 벨트에서 쌍성체가 꽤 흔하다는 점에서 근거가 있다.

## 물리적 특성

트리톤의 질량과 다른 해왕성계 위성들의 질량을 비교한 그림. 다른 위성들은 전체 질량의 0.3 퍼센트 정도밖에 차지하지 못한다. 해왕성이 트리톤을 포획하면서 원래 위성을 잃어버려서 이러한 불균형이 초래되었을 수 있다.

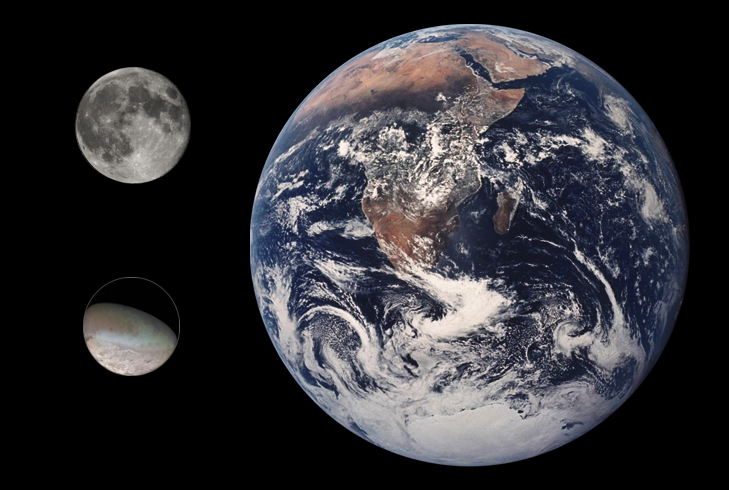
트리톤(왼쪽 아래)과 달(왼쪽 위), 그리고 지구(오른쪽)의 크기 비교.

트리톤은 태양계에서 7번째로 큰 위성이고 행성까지 포함하면 16번째로 큰 천체이다. 심지어 트리톤은 왜행성인 명왕성이나 에리스보다도 약간 크다. 트리톤은 해왕성 궤도 내 질량의 99.7%를 차지하고 있다. (즉 행성의 고리와 13개의 다른 위성을 다 합친 질량) 태양계의 알려진 위성들 중 트리톤보다 작으면서 무거운 위성은 없다. 밀도는 2.061 g/cm3고 온도와 화학적 조성은 명왕성과 비슷하다.
트리톤 표면의 55%는 얼어붙은 질소이고, 얼음이 15~35%, 그리고 드라이아이스가 10~20%로 구성되어 있다. 0.1% 메탄과 0.05%의 일산화탄소도 있다. 또한 암석권에 암모니아 수화물이 존재할 수 있을 것으로 보인다. 밀도를 봤을 때 구성의 30-45%는 얼음이고 나머지는 암석인 것으로 보인다. 표면적은 2,300만km2으로, 이는 지구 표면적의 4.5%에 해당하고 지구 육지의 15.5%에 해당한다. 트리톤은 알베도가 상당히 높아 태양빛의 60~95%를 반사시키는데, 이는 오직 11%만을 반사하는 달에 비하면 큰 것이다. 트리톤의 붉은색은 메탄 얼음이 자외선에 노출되어 톨린으로 변환된 결과로 여겨진다.
트리톤의 표면은 오랫동안 녹아있던 역사를 보여주므로, 내부는 지구처럼 고체 상태의 핵과 맨틀 및 지각 등으로 구분되어 있는 것으로 여겨진다. 태양계에서 가장 흔한 액체인 물이 맨틀을 차지하고 핵은 금속과 암석으로 구성되어 있다. 트리톤의 내부에는 맨틀 순환을 촉진하기 위한 방사성 붕괴가 일어나기에 충분한 암석이 존재한다. 이 열은 지하에 바다가 존재한다고 생각되는 유로파에서처럼, 지하에서 바다를 유지하기에도 충분할 수 있다. 만약 액체 상태로 존재하는 물의 층이 존재한다면, 어쩌면 생명체가 존재할 가능성도 있다.

## 대기
트리톤은 표면 근처의 약간의 일산화탄소와 메탄을 포함한 엷은 질소 대기를 가지고 있다. 명왕성의 대기와도 비슷한데, 트리톤의 대기는 트리톤의 표면의 질소들이 증발해서 만들어진 것으로 생각된다. 표면 온도는 최소한 35.6K (-237.6 °C) 일 것으로 추정하는데, 이는 질소 얼음이 따뜻한 육각 결정 상태에 있으며, 육각-정육면체 결정 간의 상태 전이가 해당 온도에서 일어나기 때문이다. 대기의 질소 가스와 수증기의 압력 평형 상태에 의해 온도는 40 캘빈 이상으로 올라가지 않고 이 온도 범위는 명왕성의 평균 평형 온도인 44K (-229 °C) 보다 낮은 것이다. 트리톤의 표면 기압은 1.4-1.9Pa (0.014–0.019mbar) 밖에 되지 않는다.
표면의 폭풍으로 인해 8 km 두께의 대류권(기상현상이 일어나는 대기 권역)이 존재한다. 간헐천 분출에 의한 트리톤 표면의 줄무늬를 볼 때, 대류권의 대기는 계절풍에 의해서 마이크로미터 이하 크기의 물질들을 운반할 수 있는 것으로 여겨진다. 성층권은 없고 대신 8 km-950 km 사이에 열권이 존재하며, 그 밖은 외기권, 즉 우주이다. 상층 대기의 온도는 표면보다 높은 약 95K 정도로 이는 태양 복사열과 해왕성의 자기장에 의해 가열되기 때문이다. 대류권에는 안개가 자욱한데, 대부분 태양빛을 받은 메탄의 작용에 의한 탄화수소와 질소 유기화합물로 이루어졌으리라 생각된다. 또한 1–3 km 고도는 압축된 질소 가스의 구름이 차지하고 있다.
1997년에 천체들간의 식을 이용해서 트리톤 외곽을 지구에서 관측했는데, 그 결과에 따르면, 대기의 밀도가 보이저 2호의 데이터에서 추론된 것보다는 짙은 것으로 보인다. 또다른 관측에 의하면 1989년에서 1998년 사이에 온도가 5%가량 상승한 것으로 나타났다. 이에 따르면 트리톤은 수백 년마다 찾아오는 유달리 따뜻한 여름을 맞이하고 있는 것 같다. 이러한 온난화에 대해, 트리톤 표면의 결빙 패턴이 바뀌면서 표면 반사율이 변화하면서 더 많은 열을 흡수하고 있다는 이론이 있다. 또다른 이론에서는 지질학적 작용에 의한 검붉은 물질들의 퇴적으로 인한 것이라고 주장하기도 한다. 트리톤의 산란에 의한 반사율은 태양계에서 가장 높은 수준이기 때문에, 스펙트럼 반사율의 작은 변화에도 민감하다.

## 표면의 특성

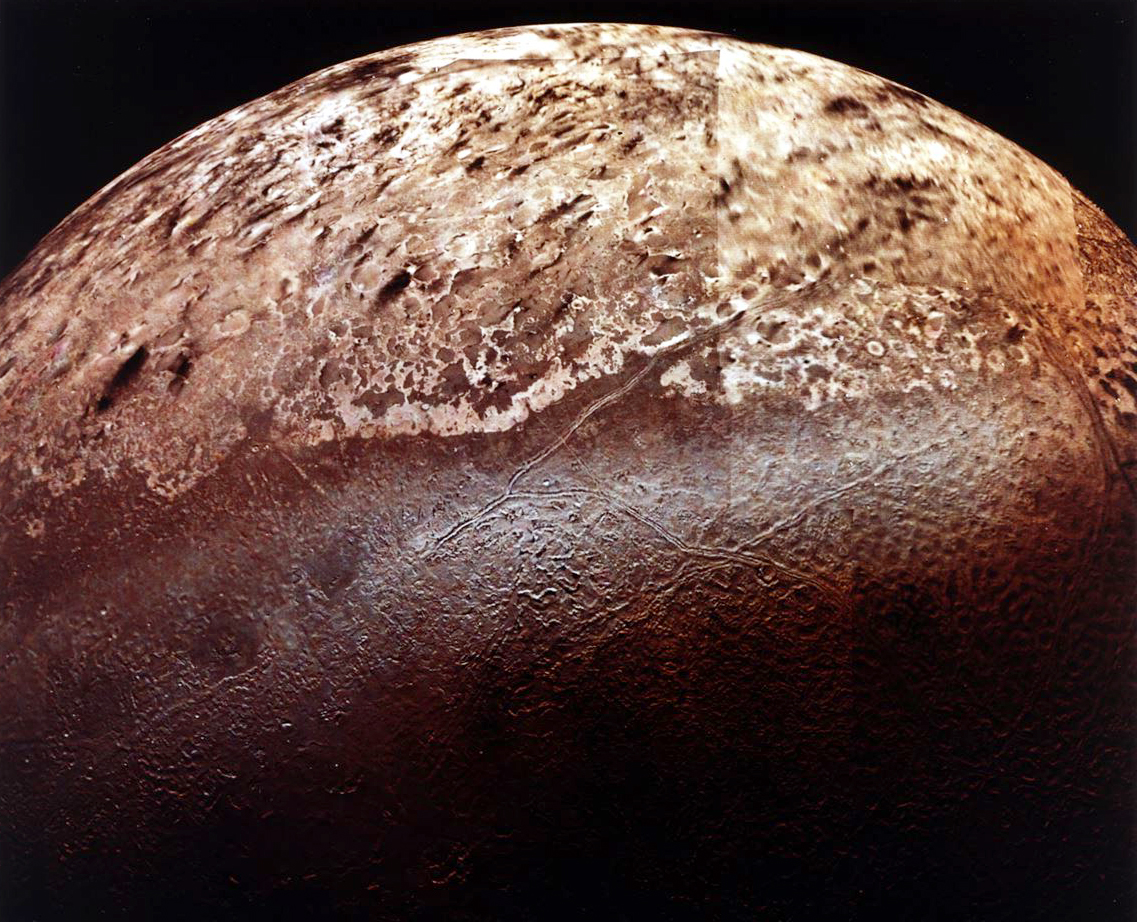
트리톤의 칸탈루프 지대 위의 밝은 남극 극관.

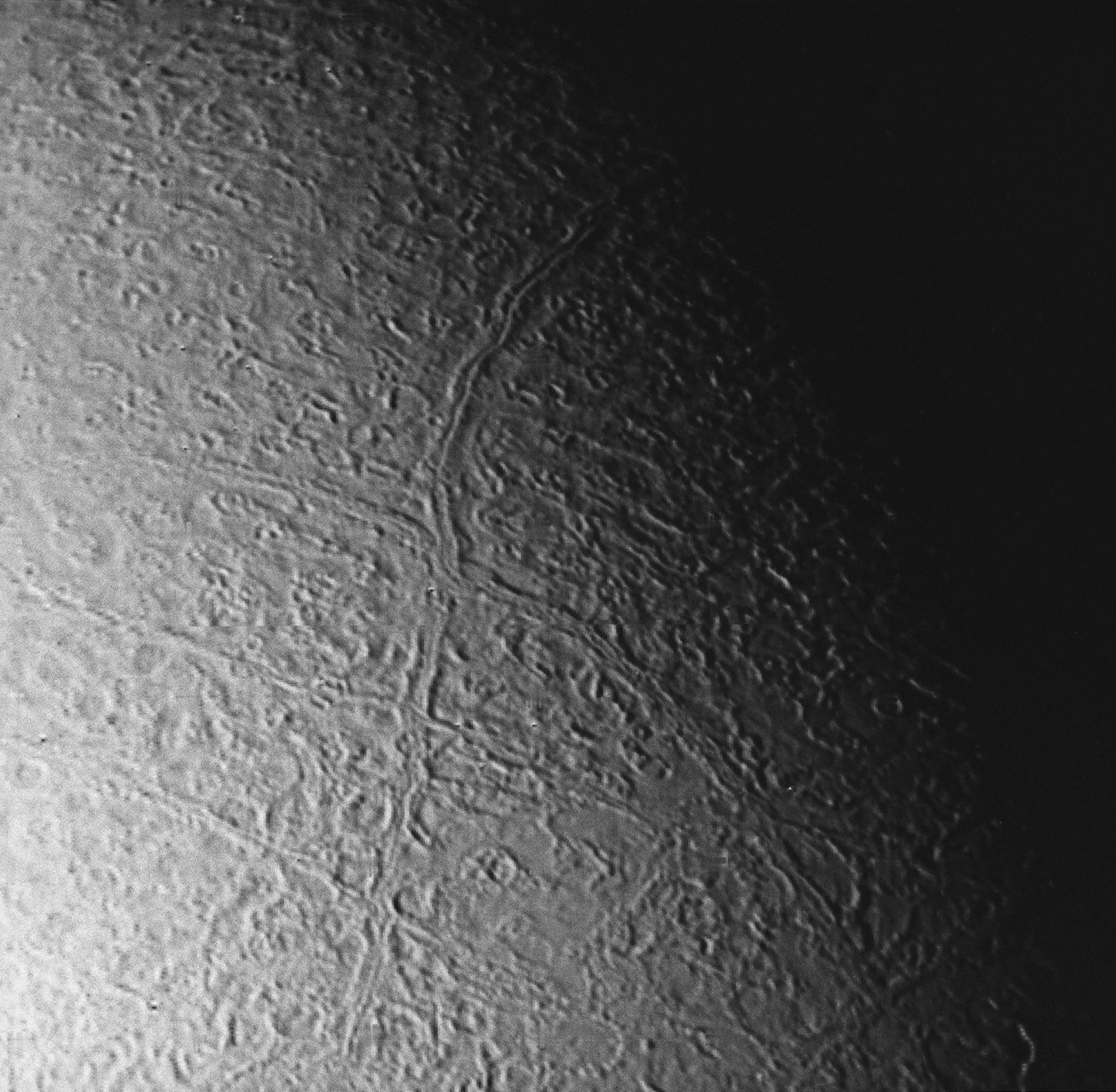
보이저 2호가 13만 킬로미터 거리에서 촬영한 칸탈루프 지대. 유로파와 유사하게 표면을 가로지르는 굴곡들이 존재한다. Slidr Sulci (세로)와 Tano Sulci가 양각의 "X" 모양을 형성하고 있다.

트리톤의 표면에 대한 상세한 정보는 1989년 보이저 2호의 최초 방문에 의한 것이 전부이다. 트리톤 표면의 40%가 보이저에 의해 촬영되었으며, 고르지 못한 지층, 산등성이, 골짜기, 분지, 얼음 평원 및 충돌구 등이 관찰되었다. 표면은 평평한 편에 속한다. 관찰된 지형의 윤곽은 킬로미터 이상의 차이를 보이지 않는다. 또한 적은 수의 충돌구들만이 존재한다. 충돌구의 밀도와 분포에 관한 최근의 분석에 따르면 지질학적 관점에서 트리톤의 표면은 매우 최근에 생성되었고, 5천만 년에서 6천만 년 정도 된 것으로 밝혀졌다.

### 얼음 화산
트리톤은 지질학적으로 활성화되어 있다. 표면은 젊고 충돌구도 거의 없다. 트리톤은 다양한 종류의 얼음으로 구성되어 있지만, 지하에서는 지구와 비슷한 과정으로 용암 대신 물과 암모니아를 통해 화산과 단층이 생성된다. 전체 표면은 복잡한 계곡과 골짜기로 뒤덮여 있고, 이는 지질작용 및 얼음 화산에 의한 것일 것이다. 표면의 대부분은 내인성이다. 즉 외부 작용보다는 내부적인 작용에 의한 것인데, 대부분은 지질작용보다는 화산 분출에 의한 것이다.
보이저 2호 탐사선은 몇몇 간헐천에서 질소 가스와 분출물이 표면으로부터 약 8 km 높이까지 분출되는 것을 발견했다. 이에 따라 트리톤은 지구와 이오, 엔셀라두스에 이어서 활동적으로 분화가 일어나는 별에 포함되었다. (금성, 화성, 유로파, 타이탄, 디오네 등에도 활화산이 있을 수 있다.) 대표적인 간헐천들은 줄루 신화의 물의 요정과 바다의 영혼인 힐리와 마힐라니로 명명되었다.
관찰된 모든 간헐천들은 남위 50도에서 57도 사이에 분포하고 있으며, 여기는 트리톤의 양지바른 지역이다. 이는 트리톤까지 도달하는 매우 미약한 태양열도 표면에 큰 영향을 끼친다는 것을 뜻한다. 트리톤의 표면은 어두운 물질들을 반투명한 질소 얼음의 층이 덮고 있는데, 이로 인해서 안정적인 온실 효과가 발생하는 것 같다. 태양 복사열은 표면의 얼음을 통과해서, 지하의 질소 가스를 압력으로 인해 지각 바깥으로 분출될 때까지 서서히 가열한다. 37 캘빈인 표면 온도보다 약 4 캘빈 정도만 더 가열되어도 관측 가능할 정도 높이로 분출이 일어날 수 있다. 보통 얼음 화산이라고도 부르지만, 이 질소 분출 활동은 트리톤의 더 큰 규모의 진짜 얼음 화산 분출과는 다른 것이고, 내부열에 의해서 작동하는 다른 어떤 세계의 화산 활동과도 다른 것이다. 화성의 남극에서도 유사한 식으로 이산화탄소의 분출이 봄마다 일어나는 것으로 생각된다.
간헐천의 각 분출은 일년가량 지속될 수도 있는데, 분출간에 약 1억 m3의 질소 얼음이 승화하면서 이 분출을 타고 올라간 먼지가 순풍을 타면 150 km 이상의 범위까지 확산되어 쌓일 수 있다. 보이저가 찍은 트리톤의 남반구 사진을 보면 어두운 물질로 된 이런 식의 지형을 많이 볼 수 있다. 1977년부터 보이저가 통과한 1989년 사이에, 트리톤은 명왕성같은 다소 붉은 색에서 좀더 창백한 색조로 바뀌었고, 이는 이 기간 동안 가벼운 질소 얼음들이 원래 표면의 붉은 물질들을 뒤덮었기 때문으로 보인다. 적도에서 분출이 일어나고 이들이 극지방에 쌓임으로서 1만 년 정도의 기간을 두고 질량이 재분배되면 극의 이동을 일으킬 수도 있다.

### 평원과 계곡
트리톤의 남극 지역은 간헐천과 충돌구들로부터 공급된 반사율이 높은 질소 얼음과 메탄으로 덮여 있다. 북극에 대해서는 거의 알려져 있지 않은데, 보이저 2호가 통과할 당시에 북극은 밤이었기 때문이다. 그러나 북극에도 분명 극관이 존재할 것으로 보고 있다.
Cipango Planum 같은 트리톤의 동쪽 반구에서 발견된 고지대는 용암들이 분출된 구멍으로 생각되는 구덩이들로 뒤덮여 있다. 이 용암의 조성은 암모니아와 물의 혼합물일 것으로 추측되지만, 아직 알려져 있지 않다. 또한 4개의 대체로 원형인 벽평원이 확인되었다. 이들은 트리톤에서 가장 평탄한 지역이며 고도의 격차가 200m 이하이다. 이들은 얼음 용암의 분출로 인해 형성되었으리라고 생각된다. 동쪽 언저리에 가까운 평원들에는 황반이라고 불리는 검은 점들이 찍혀있다. 각 황반들은 중앙의 검은 조각 주변을 흰 물질들이 둘러싸고 있는 형태인데, 대부분 20–30 km 정도 직경의 유사한 크기이다. 일부는 이 황반들이 여름에 줄어드는 남극 극관의 떨어져나온 조각들이라고 추측하기도 한다.
트리톤의 표면에는 계곡과 골짜기가 광범위하고 복잡한 패턴으로 펼쳐져 있고, 이는 표면이 얼고 녹는 것을 반복해온 결과로 보인다. 지각 변동도 활발하며 이로 인해 지각의 신장(extension)이나 수평 이동 단층 등이 유발된다. 가운데에 골이 있는 긴 얼음 산등성이가 두 개 존재하는데, 이들은 유로파의 것과 매우 닮았지만 좀 더 크고, 기원이 같을 것이라 생각된다. 이들은 트리톤의 궤도가 완전히 원형이 되기 전에 받은 기조력에 의해서 전단 가열로 표면이 변형되어서 발생했을 것으로 추정된다.

### 칸탈루프 지대
트리톤의 서쪽 반구는 기묘한 균열과 움푹 꺼진 지형으로 이루어져 있는데, 칸탈루프 멜론의 형상과 비슷해서 "칸탈루프 지대"라고 이름 붙여졌다. 충돌구는 거의 없지만 이곳은 트리톤에서 가장 오래된 지역으로 생각된다. 이 지대는 트리톤의 서쪽 대부분을 덮고 있다. 칸탈루프 지대는 트리톤에만 존재하는 것으로 알려져 있다. 이 지역에는 30–40 km 직경의 움푹 꺼진 곳들이 존재하지는데, 대부분 크기가 유사하고 부드러운 곡선을 그리므로 충돌 충돌구는 아닌 것으로 생각된다. 비중이 작은 가벼운 물질 덩어리들이 무거운 물질층 사이에서 솟아올라서 돔 모양의 구조를 이루고 있는 것이라는 가설이 유력하다. 다른 가설에서는 균열이나 화산 분출에 의한 홍수로 일어난 것으로 보기도 한다.

### 충돌구
트리톤 표면에서 충돌구는 매우 희귀한 편인데, 표면의 지질학적 활동으로 인해서 충돌구가 꾸준히 없어지고 있기 때문이다. 보이저 2호를 이용해서 트리톤의 충돌구에 대해 조사했을 때, 확실한 충돌구는 179개밖에 없었고 이는 트리톤 표면적의 3퍼센트밖에 되지 않는 천왕성의 위성 미란다에도 835개가 있는 것을 비교하면 매우 적은 것이다. 발견된 가장 큰 충돌구는 직경 27km으로, 마좀바(Mazomba)로 명명되었다. 더 큰 충돌구들도 발견된 바 있지만, 이들은 충돌이 아닌 화산 분출에 의한 것으로 생각된다.
이 충돌구들은 거의 대부분 공전방향을 바라보는 반구에서 나타나고, 경도 30°에서 70° 사이의 적도 부근에 집중되어 있는데, 해왕성을 공전하면서 다른 물질들을 휩쓸어버린 까닭인 듯하다. 트리톤은 한쪽 면이 해왕성만을 바라보는 상태로 공전하므로, 천문학자들은 트리톤의 공전방향 반구에는 충돌 흔적이 더 잦은 반면 공전 반대방향 반구에는 더 적을 것으로 내다보았다. 그러나 보이저 2호는 트리톤의 표면 중 40%만을 촬영하였으므로, 이는 아직 불확실하다.

## 같이 보기
- 위성 목록

### 내용주
1. ↑  
가장 큰 불규칙 위성들에는 토성계의 포에베 (213 km), 천왕성계의 시코락스 (186 km) 및 목성의 히말리아 (139.6 km) 등이 있다.
2. ↑  
트리톤의 질량은 2.14×1022 kg, 해왕성의 나머지 위성들의 총 질량은 7.53×1019 kg, 또는 0.35%이다. 고리의 질량은 무시 가능한 수준이다.
3. ↑  
다른 구형 위성들의 질량은 티타니아—3.5×1021, 오베론-3.0×1021,  레아—2.3×1021, 이아페투스—1.8×1021, 카론—1.5×1021, 아리엘—1.3×1021, 움브리엘—1.2×1021, 디오네—1.0×1021, 테티스—0.6×1021, 엔셀라두스—0.12×1021, 미란다—0.06×1021, 프로테우스—0.05×1021, 미마스—0.04×1021. 나머지 위성들의 총 질량은 약 0.09×1021이다. 즉, 트리톤보다 작은 위성들의 총 질량은 약 1.65×1022이다.

### 참고자료
1. 1 2  
Craig B Agnor, Douglas P Hamilton (2006년 5월). “쌍성체와의 조우에 의한 해왕성의 트리톤 포획 (Neptune's capture of its moon Triton in a binary–planet gravitational encounter)”. 《Nature》 441 (7090): 192–194. Bibcode:2006Natur.441..192A. doi:10.1038/nature04792. PMID 16688170.
2. ↑  “행성 위성들의 물리적 특성들 (Planetary Satellite Physical Parameters)”. JPL (Solar System Dynamics). 2011년 10월 14일에 원본 문서에서 보존된 문서. 2011년 10월 26일에 확인함.
3. 1 2 3 4 5 6 7 8 9 10 11 12 13 14 15 16 17 18 19  
McKinnon, William B.; Kirk, Randolph L. (2007). 〈트리톤〉.   Lucy Ann Adams McFadden, Lucy-Ann Adams, Paul Robert Weissman, Torrence V. Johnson. 《태양계 백과사전 (Encyclopedia of the Solar System)》 2판. Amsterdam; Boston: Academic Press. 483–502쪽. ISBN 978-0-12-088589-3.
4. ↑  “해왕성: 위성: 트리톤”. NASA. 2011년 10월 5일에 원본 문서에서 보존된 문서. 2007년 9월 21일에 확인함.
5. ↑  
William Lassell (1846년 11월 13일). “해왕성의 고리 및 위성의 발견 (Discovery of Supposed Ring and Satellite of Neptune)”. 《Monthly Notices of the Royal Astronomical Society》 7 (9): 157. Bibcode:1846MNRAS...7..157L. 

William Lassell (1846년 12월 11일). “해왕성의 물리적 특성 관찰 (Physical observations on Neptune)”. 《Monthly Notices of the Royal Astronomical Society》 7 (10): 167–168. Bibcode:1847MNRAS...7..297L. 

Lassell, W. (1847). “해왕성과 그 위성들에 대한 관측 (Observations of Neptune and his satellite)”. 《Monthly Notices of the Royal Astronomical Society》 7 (17): 307–308. Bibcode:1847MNRAS...7..307L. doi:10.1002/asna.18530360703.
6. ↑  
William Lassell (1847년 11월 12일). “해왕성의 라셀 위성들 (Lassell's Satellite of Neptune)”. 《Monthly Notices of the Royal Astronomical Society》 8 (1): 8. Bibcode:1847MNRAS...8....9B.
7. ↑  
Smith, R. W.; Baum, R. (1984). “윌리엄 라셀과 해왕성 고리: 시행 착오의 케이스 스터디 (William Lassell and the Ring of Neptune: A Case Study in Instrumental Failure)”. 《Journal of the History of Astronomy》 15 (42): 1–17. Bibcode:1984JHA....15....1S.
8. ↑  Flammarion, Camille (1880). “Astronomie populaire, p. 591”. 2007년 5월 9일에 원본 문서에서 보존된 문서. 2007년 4월 10일에 확인함.
9. ↑  
Moore, Patrick (1996년 4월). 《해왕성: 보이저 이전의 역사적 개괄 (The planet Neptune: an historical survey before Voyager)》. Wiley-Praxis Series in Astronomy and Astrophysics 2판. John Wiley & Sons. 150 (see p. 68)쪽. ISBN 978-0-471-96015-7. OCLC 33103787.
10. ↑  “행성과 위성들의 발견 및 명명 (Planet and Satellite Names and their Discoverers)”. 《International Astronomical Union》. 2008년 2월 12일에 원본 문서에서 보존된 문서. 2008년 1월 13일에 확인함.
11. ↑  
Jonathan I. Lunine, Michael C. Nolan (1992년 11월). “A massive early atmosphere on Triton”. 《Icarus》 100 (1): 221–34. Bibcode:1992Icar..100..221L. doi:10.1016/0019-1035(92)90031-2.
12. ↑  
DP Cruikshank, A Stockton, HM Dyck, EE Becklin, W Macy (1979년 10월). “트리톤의 직경과 반사율 (The diameter and reflectance of Triton)”. 《Icarus》 40 (1): 104–14. Bibcode:1979Icar...40..104C. doi:10.1016/0019-1035(79)90057-5.
13. ↑  
EC Stone, ED Miner (1989년 12월 15일). “보이저 2호가 해왕성계에 도달하다 (The Voyager 2 Encounter with the Neptunian System)”. 《Science》 246 (4936): 1417–21. Bibcode:1989Sci...246.1417S. doi:10.1126/science.246.4936.1417. PMID 17755996. And the following 12 articles pp. 1422–1501.
14. 1 2  D Savage, D Weaver, D Halber (1998년 6월 24일). “허블 우주 망원경이 해왕성 최대 위성의 기온 상승에 관한 증거를 탐지하다 (Hubble Space Telescope Helps Find Evidence that Neptune's Largest Moon Is Warming Up)”. 《Hubblesite》. STScI-1998-23. 2008년 5월 16일에 원본 문서에서 보존된 문서. 2007년 12월 31일에 확인함.
15. ↑  “USA.gov: The U.S. Government's Official Web Portal” (PDF). Nasa.gov. 2013년 9월 27일. 2012년 10월 25일에 원본 문서 (PDF)에서 보존된 문서. 2013년 10월 10일에 확인함.
16. 1 2 3  
Jacobson, R. A. — AJ (2009 April 3). “Planetary Satellite Mean Orbital Parameters”. 《JPL satellite ephemeris》. JPL (Solar System Dynamics). 2011년 10월 26일에 확인함. 
틀:WebCite
17. 1 2 3  Jacobson, R. A. (2009년 4월 3일). “The Orbits of the Neptunian Satellites and the Orientation of the Pole of Neptune”. 《The Astronomical Journal》 137 (5): 4322–4329. Bibcode:2009AJ....137.4322J. doi:10.1088/0004-6256/137/5/4322.
18. ↑  
Chyba, C. F.; Jankowski, D. G.; Nicholson, P. D. (1989년 7월). “해왕성-트리톤계의 조석 진화  (Tidal evolution in the Neptune-Triton system)”. 《Astronomy and Astrophysics》 219 (1–2): L23–L26. Bibcode:1989A&A...219L..23C.
19. ↑  
Davies, M.; Rogers, P.; Colvin, T. (1991). “트리톤의 제어 네트워크 (A Control Network of Triton)” (PDF). 《J. Geophys. Res.》. 96(E1): 15675–15681. Bibcode:1991JGR....9615675D. doi:10.1029/91JE00976.
20. ↑  
Seasons Discovered on Neptune's Moon Triton — Space.com (2010)
틀:WebCite
21. ↑  
Cruikshank, Dale P. (2004). “트리톤, 명왕성, 센타우르 및 해왕성 바깥 천체들 (Triton, Pluto, Centaurs, and Trans-Neptunian Bodies)”. 《Space Science Reviews》 116: 421. Bibcode:2005SSRv..116..421C. doi:10.1007/s11214-005-1964-0. ISBN 978-1-4020-3362-9.
22. ↑  
EXTREME KUIPER BELT OBJECT 2001QG298 AND THE FRACTION OF CONTACT BINARIES
틀:WebCite
23. ↑  Jewitt, Dave (2005). “카이퍼 대의 쌍성체들 (Binary Kuiper Belt Objects)”. 《University of Hawaii》. 2010년 6월 27일에 원본 문서에서 보존된 문서. 2007년 6월 24일에 확인함.
24. ↑  
Javier Ruiz (2003년 12월). “Heat flow and depth to a possible internal ocean on Triton”. 《Icarus》 166 (2): 436–439. Bibcode:2003Icar..166..436R. doi:10.1016/j.icarus.2003.09.009.
25. ↑  
Grundy, W. M.; Buie, M. W.; Spencer, J. R. (2002년 10월). “명왕성과 트리톤의 분광학적 측정: 비휘발성 고체의 광범위한 분포의 증거의 가능성 (Spectroscopy of Pluto and Triton at 3-4 Microns: Possible Evidence for Wide Distribution of Nonvolatile Solids)”. 《The Astronomical Journal》 124 (4): 2273–2278. Bibcode:2002AJ....124.2273G. doi:10.1086/342933.
26. ↑  Hussmann, Hauke; Sohl, Frank; Spohn, Tilman (2006년 11월). “Subsurface oceans and deep interiors of medium-sized outer planet satellites and large trans-neptunian objects” 185 (1): 258–273. Bibcode:2006Icar..185..258H. doi:10.1016/j.icarus.2006.06.005. 다음 글자 무시됨: ‘Icarus
’ (도움말)
27. ↑  
Louis Neal Irwin, Dirk Schulze-Makuch (2001년 6월). “외계 생명체의 가능성에 관하여 (Assessing the Plausibility of Life on Other Worlds)”. 《Astrobiology》 1 (2): 143–60. Bibcode:2001AsBio...1..143I. doi:10.1089/153110701753198918. PMID 12467118.
28. 1 2  
N S Duxbury, R H Brown (1993년 8월). “트리톤 극관의 위상 변화 (The Phase Composition of Triton's Polar Caps)”. 《Science》 261 (5122): 748–751. Bibcode:1993Sci...261..748D. doi:10.1126/science.261.5122.748. PMID 17757213.
29. ↑  
Tryka, Kimberly; Robert Brown; V. Anicich;  외. (1993년 8월). “트리톤의 고체질소의 온도 및 위상 변화에 관한 분광학적 측정 (Spectroscopic Determination of the Phase Composition and Temperature of Nitrogen Ice on Triton)”. 《Science》 261 (5122): 751–754. Bibcode:1993Sci...261..751T. doi:10.1126/science.261.5122.751. PMID 17757214.
30. 1 2  Smith, B. A.; Soderblom, L. A.; Banfield, D.; Barnet, C.; Basilevsky, A. T.; Beebe, R. F.; Bollinger, K.; Boyce, J. M.; Brahic, A. (1989). “Voyager 2 at Neptune: Imaging Science Results”. 《Science》 246 (4936): 1422–1449. Bibcode:1989Sci...246.1422S. doi:10.1126/science.246.4936.1422. PMID 17755997.
31. ↑  
A L Broadfoot; S K Bertaux; J E Dessler;  외. (1989년 12월 15일). “해왕성과 트리톤의 자외선 분광계 측정 (Ultraviolet Spectrometer Observations of Neptune and Triton)”. 《Science》 246 (4936): 1459–1466. Bibcode:1989Sci...246.1459B. doi:10.1126/science.246.4936.1459. PMID 17756000.
32. ↑  
Stevens, M. H.; Strobel, D. F.; Summers, M. E.; Yelle, R. V. (1992년 4월 3일). “트리톤 열권의 열 구조에 관하여 (On the thermal structure of Triton's thermosphere)”. 《Geophysical Research Letters》 19 (7): 669–672. Bibcode:1992GeoRL..19..669S. doi:10.1029/92GL00651. 2011년 10월 8일에 확인함.
33. ↑  “MIT 연구자들 해왕성 최대 위성의 온난화의 증거를 발견해 (MIT researcher finds evidence of global warming on Neptune's largest moon)”. Massachusetts Institute of Technology. 1998년 6월 24일. 2007년 12월 17일에 원본 문서에서 보존된 문서. 2007년 12월 31일에 확인함.
34. ↑  
Melissa MacGrath (1998년 6월 28일). “태양계의 위성들과 그 요약 (Solar System Satellites and Summary)”. 《Hubble's Science Legacy: Future Optical/Ultraviolet Astronomy from Space》 (Space Telescope Science Institute) 291: 93. Bibcode:2003ASPC..291...93M.
35. ↑  Bonnie J. Buratti, Michael D Hicks, Ray L Newburn Jr.; Newburn (1999년 1월 21일). “온난화가 트리톤의 홍조를 만들었나? (Does global warming make Triton blush?)” (PDF). 《Nature》 397 (6716): 219–20. Bibcode:1999Natur.397..219B. doi:10.1038/16615. PMID 9930696. 2007년 6월 11일에 원본 문서 (PDF)에서 보존된 문서. 2007년 12월 31일에 확인함. 이름 목록에서 |성2=이(가) 없음 (도움말)
36. 1 2  
Schenk, Paul M.; Zahnle, Kevin (2007년 12월). “On the negligible surface age of Triton”. 《Icarus》 192 (1): 135–49. Bibcode:2007Icar..192..135S. doi:10.1016/j.icarus.2007.07.004.
37. ↑  “Triton (Voyager)”. NASA. 2005년 6월 1일. 2007년 12월 20일에 원본 문서에서 보존된 문서. 2007년 12월 9일에 확인함.
38. 1 2 3  
Soderblom, L. A.; Kieffer, S. W.; Becker, T. L.; Brown, R. H.; Cook, A. F. II; Hansen, C. J.; Johnson, T. V.; Kirk, R. L.; Shoemaker, E. M. (1990년 10월 19일). “트리톤의 간헐천: 발견과 기본적인 특성들 (Triton's Geyser-Like Plumes: Discovery and Basic Characterization)”. 《Science》 250 (4979): 410–415. Bibcode:1990Sci...250..410S. doi:10.1126/science.250.4979.410. PMID 17793016.
39. ↑  
Kargel, JS (1994). “얼음 위성들의 얼음화산 (Cryovolcanism on the icy satellites)”. 《Earth, Moon, and Planet》 (1995) 67 (1–3): 101–113. Bibcode:1995EM&P...67..101K. doi:10.1007/BF00613296.
40. ↑  USGS Astrogeology Research Program: Gazetteer of Planetary Nomenclature 보관됨 2009-02-26 - 웨이백 머신, search for "Hili" and "Mahilani"
틀:WebCite
41. ↑  Burnham, Robert (2006년 8월 16일). “가스 제트 기둥이 화성의 '거미'에 대한 미스터리를 풀다 (Gas jet plumes unveil mystery of 'spiders' on Mars)”. Arizona State University. 2007년 12월 21일에 원본 문서에서 보존된 문서. 2009년 8월 29일에 확인함.
42. ↑  
Kirk, R. L. (1990). 〈태양 복사에 의한 트리톤 질소 간헐천의 열 모델 (Thermal Models of Insolation-Driven Nitrogen Geysers on Triton)〉. 《LPSC XXI》. Lunar and Planetary Institute. 633–634쪽. Bibcode:1990LPI....21..633K.
43. ↑  
Rubincam, David Parry (2002). “물질 이동에 의한 트리톤과 명왕성의 극 이동 (Polar wander on Triton and Pluto due to volatile migration)”. 《Icarus》 163 (2): 63–71. Bibcode:2003Icar..163..469R. doi:10.1016/S0019-1035(03)00080-0.
44. ↑  
JL Elliot; HB Hammel; LH Wasserman;  외. (1998). “트리톤의 온난화 (Global warming on Triton)”. 《Nature》 393 (6687): 765–67. Bibcode:1998Natur.393..765E. doi:10.1038/31651.
45. ↑  
Collins, Geoffrey; Schenk, Paul (March 14–18, 1994). “트리톤의 용모: 복잡한 구조와 스트레스 패턴 (Triton's Lineaments: Complex Morphology and Stress Patterns)”. 《Abstracts of the 25th Lunar and Planetary Science Conference》 (Houston, TX) 25: 277. Bibcode:1994LPI....25..277C.
46. 1 2  
Prockter, L. M.; Nimmo, F.; Pappalardo, R. T. (2005년 7월 30일). “트리톤 등성이의 전단가열의 기원 (A shear heating origin for ridges on Triton)” (PDF). 《Geophysical Research Letters》 32 (14): L14202. Bibcode:2005GeoRL..3214202P. doi:10.1029/2005GL022832. 2011년 10월 9일에 확인함.
47. 1 2 3  
Joseph M. Boyce (1993년 3월). “트리톤의 칸탈루프 지대의 구조적 기원 (A structural origin for the cantaloupe terrain of Triton)”. 《In Lunar and Planetary Inst., Twenty-fourth Lunar and Planetary Science Conference. Part 1: A-F (SEE N94-12015 01-91)》 24: 165–66. Bibcode:1993LPI....24..165B.
48. ↑  
Schenk, P.; Jackson, M. P. A. (April 1993). “트리톤의 다이어퍼리즘: 지각의 계층화와 불안정성의 기록 (Diapirism on Triton: A record of crustal layering and instability)”. 《Geology》 21 (4): 299–302. Bibcode:1993Geo....21..299S. doi:10.1130/0091-7613(1993)021<0299:DOTARO>2.3.CO;2.
49. 1 2 3 4 5  
Strom, Robert G.; Croft, Steven K.; Boyce, Joseph M. (1990). “트리톤의 충돌 충돌구 기록 (The Impact Cratering Record on Triton)”. 《Science》 250 (4979): 437–39. Bibcode:1990Sci...250..437S. doi:10.1126/science.250.4979.437. PMID 17793023.
50. ↑  
Ingersoll, Andrew P.; Tryka, Kimberly A. (1990). “Triton's Plumes: The Dust Devil Hypothesis”. 《Science》 250 (4979): 435–437. Bibcode:1990Sci...250..435I. doi:10.1126/science.250.4979.435. PMID 17793022.